# Spa (terapeutyka)

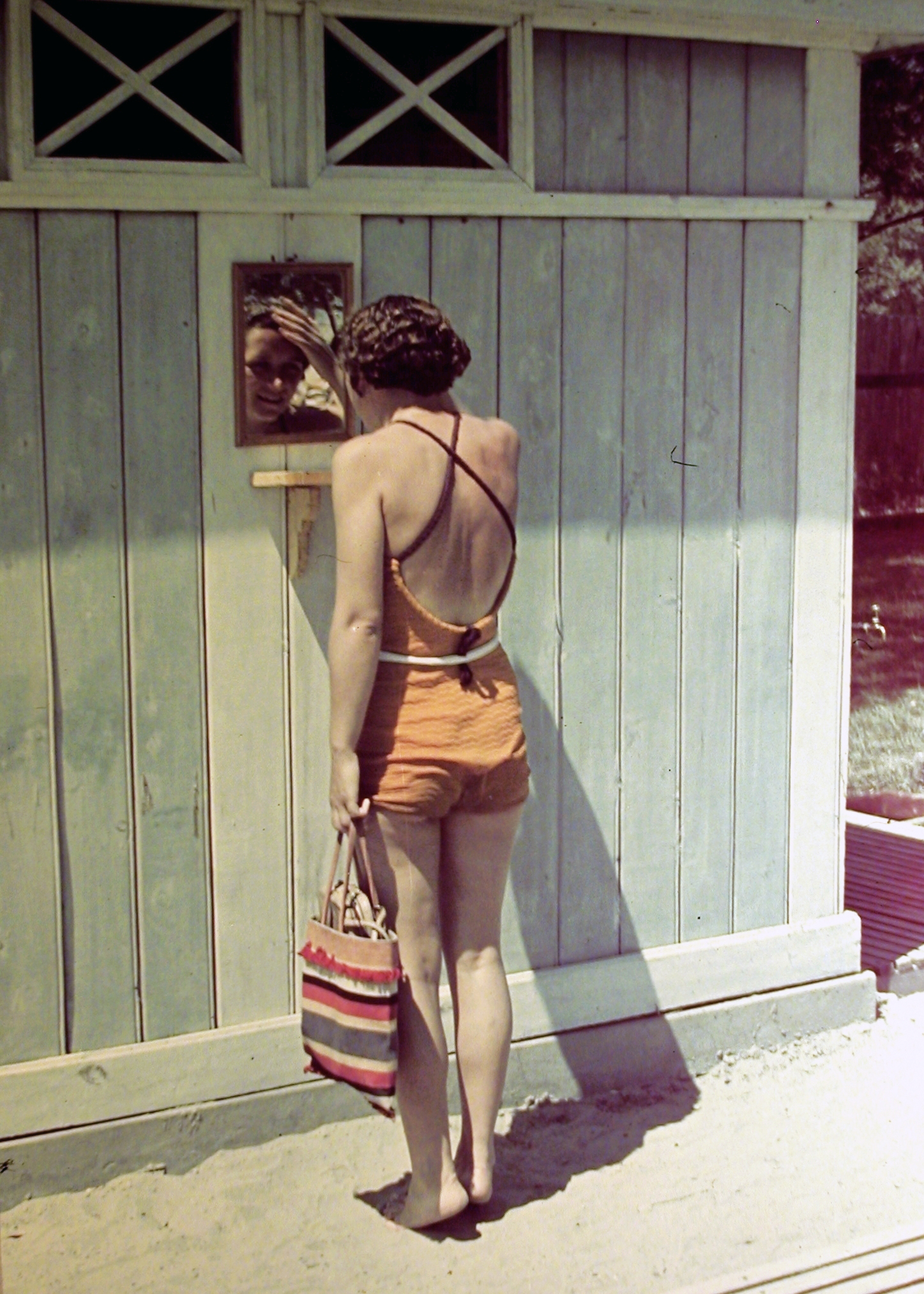
Spa na Węgrzech w 1939

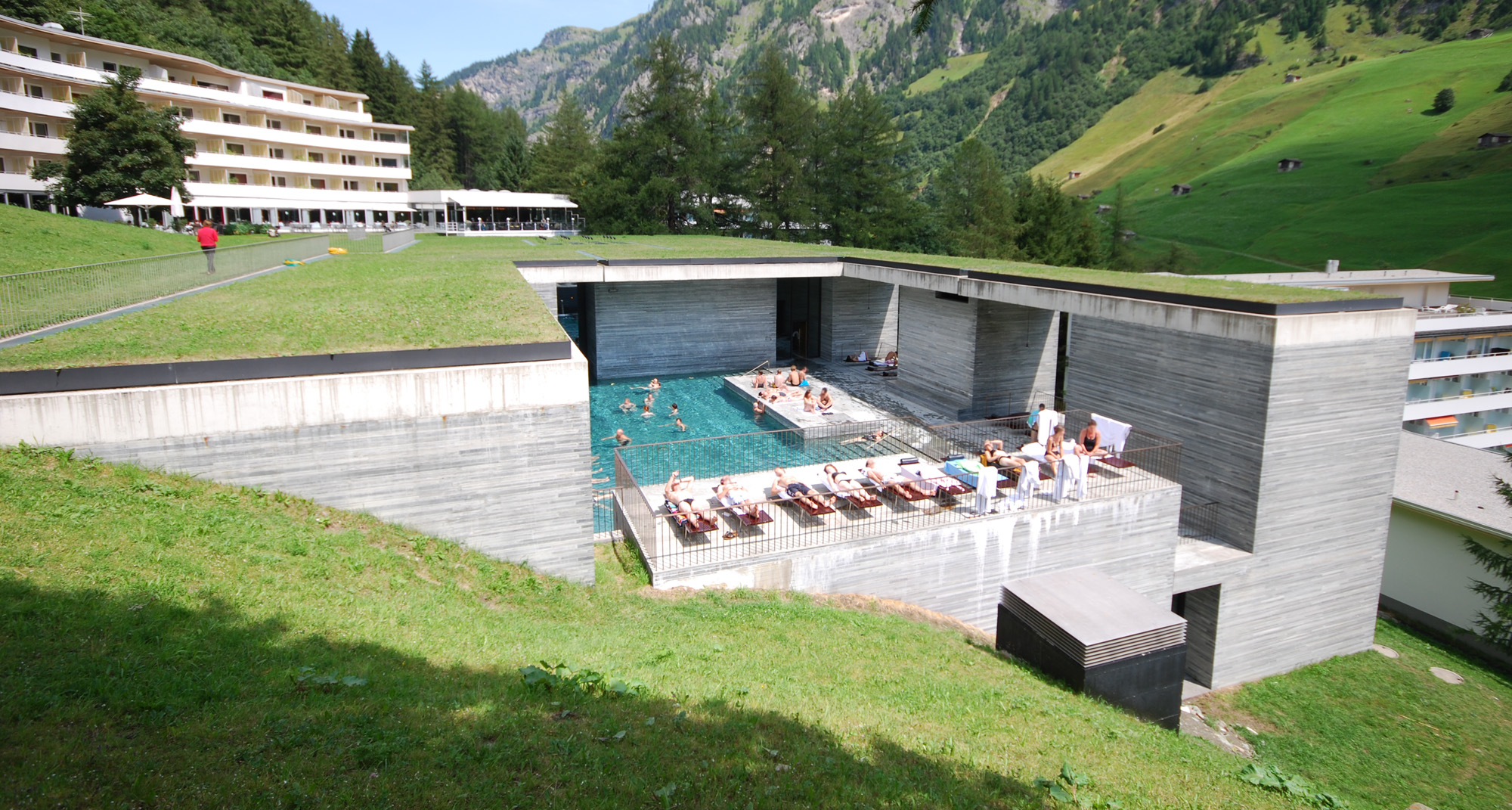
Termy w Vals w Szwajcarii, arch. Peter Zumthor, 1996

Spa, SPA, SpA – słowo przejęte z języka angielskiego, a pochodzące prawdopodobnie od belgijskiego miasta Spa, którego tereny od czasów starożytnych (ówcześnie obszar Cesarstwa Rzymskiego) słynęły z leczniczych właściwości występujących tam wód termalnych.
Początkowo wyraz ten funkcjonował jako synonim kurortu z wodami leczniczymi lub ośrodka terapii przy użyciu wody. Obecnie jest bardzo szeroko pojmowany i stosowany jako ogólne określenie zabiegów mających na celu poprawę zdrowia i samopoczucia oraz nazwa miejsca, w którym są one wykonywane. Dawniej czynnikiem determinującym spa było wykorzystywanie wód z naturalnych źródeł oraz substancji w miejscu ich pozyskiwania; dziś coraz częściej używa się różnorodnych metod leczniczych i terapeutycznych w dowolnej dogodnej lokalizacji.